# Europäisches Olympisches Winter-Jugendfestival 2021/Snowboard
Beim Europäischen Olympischen Winter-Jugendfestival 2021 wurden 4 Wettkämpfe im Snowboard ausgetragen. Es fandet pro Geschlecht ein Wettbewerb im Slopestyle und Big Air statt.

## Bilanz

### Medaillenspiegel
| Platz  | Land        | Gold | Silber | Bronze | Gesamt |
| ------ | ----------- | ---- | ------ | ------ | ------ |
| 1      | Finnland    | 1    | 1      | –      | 2      |
| 1      | Tschechien  | 1    | 1      | –      | 2      |
| 1      | Ungarn      | 1    | 1      | –      | 2      |
| 4      | Kroatien    | 1    | –      | –      | 1      |
| 5      | Schweiz     | –    | 1      | 1      | 2      |
| 6      | Deutschland | –    | –      | 1      | 1      |
| 6      | Niederlande | –    | –      | 1      | 1      |
| Gesamt | Gesamt      | 4    | 4      | 4      | 12     |

### Medaillengewinner

#### Jungen
| Disziplin  | Gold         | Silber       | Bronze         |
| ---------- | ------------ | ------------ | -------------- |
| Big Air    | Dante Brčić  | Jakub Hroneš | Nicolas Schütz |
| Slopestyle | Jakub Hroneš | Alex Lotorto | Jakob Ganserer |

#### Frauen
| Disziplin  | Gold             | Silber           | Bronze          |
| ---------- | ---------------- | ---------------- | --------------- |
| Big Air    | Kamilla Kozuback | Telma Särkipaju  | Romy van Vreden |
| Slopestyle | Telma Särkipaju  | Kamilla Kozuback | Andrina Salis   |